# Fujairah SC
O Al-Fujairah Soccer Club ou Al-Fujairah SC (em Árabe: نادي الفجيرة ) é um clube de futebol de Dubai, nos Emirados Árabes Unidos.
O time foi fundado em 1972, e por vários anos só disputou a segunda divisão do Campeonato Emiratense (Division One), sendo campeão em três oportunidades (1985-86, 1989-90 e 2005-06), sendo também vice-campeão na temporada 2011-12. Desde então disputa a Primeira Divisão (UAE Pro-League).
O clube manda suas partidas no estádio Fujairah Club Stadium, no emirado de Al Fujayrah, que acomoda cerca de 3.500 pessoas.
Em maio de 2017 o clube anunciou o ex-jogador argentino Diego Maradona como treinador, sendo substituído no ano seguinte por Ivan Hasek, da República Checa.

## Elenco
- Atualizado em 11 de janeiro de 2017.

Legenda
- : Capitão

: Lesão